# Fabian Bleck
Fabian Bleck (* 19. März 1993 in Breckerfeld) ist ein deutscher Basketballspieler. Er wurde beim TuS Breckerfeld und in den Nachwuchsmannschaften des Erstligisten Phoenix Hagen ausgebildet und gab seinen Bundesliga-Einstand im Spieljahr 2012/13.

## Karriere
Beim TuS Breckerfeld erlernte Fabian Bleck zusammen mit seinem Zwillingsbruder Tobias das Basketballspiel, das große Tradition in und um Hagen genießt, dem Sitz des DBB. 
Ab der Saison 2009/10 rückte Jugendauswahlspieler Bleck mit 16 Jahren dann in den Kader der Hagener Nachwuchsmannschaft in der Nachwuchs-Basketball-Bundesliga (NBBL). Mit der deutschen Juniorenauswahl war Bleck im Sommer 2010 Teilnehmer an der Endrunde der U17-Weltmeisterschaft, bei der die deutsche Mannschaft als Gastgeber in Hamburg nach zwei Auftaktsiegen deutlich gegen den späteren Finalisten Polen verlor. Im Anschluss gelang nur noch ein Sieg und man erreichte schließlich den achten Platz. Bleck wurde auch in der Folge in die U18- und U20-Auswahl des DBB berufen, konnte sich jedoch mit seinen Mannschaftskameraden 2011 und 2013 nicht unter den besten acht Mannschaften in europäischen Endrunden platzieren. Mit der Nachwuchsmannschaft des Erstligisten Phoenix Hagen, bei der NBBL-Premiere 2007 noch Vizemeister, verpasste er zunächst auch weitere Erfolge in den Play-offs der NBBL, bevor man 2012 den erneuten Einzug in das bundesweite Finalturnier erreichte. Als Ausrichter und Gastgeber verlor die Mannschaft jedoch das Halbfinale gegen den späteren Vizemeister, den Nachwuchs des Erstligisten Eisbären Bremerhaven.
Mittels Doppellizenz war Bleck bereits frühzeitig in Herrenmannschaften aktiv und spielte unter anderem ab 2010 für die Mannschaft des ehemaligen Zweitligisten Iserlohn Kangaroos in der 1. Regionalliga West, wo er unter anderem von Matthias Grothe, dem ehemaligen Mannschaftskapitän von Phoenix Hagen, trainiert wurde. Ab der Bundesliga-Saison 2012/13 bekam Bleck dann auch unter Phoenix-Trainer Ingo Freyer erste Einsatzminuten in der höchsten deutschen Spielklasse. Nach acht Einsätzen mit weniger als fünf Minuten durchschnittlicher Einsatzzeit pro Spiel in der Hauptrunde kam Bleck auch zu zwei Einsätzen mit fast zehn Minuten durchschnittlicher Einsatzzeit in den Meisterschafts-Play-offs, die Phoenix erstmals seit dem Aufstieg 2009 erreicht hatte, aber in der ersten Play-off-Runde gegen Titelverteidiger Brose Baskets ausschied. In der folgenden Saison 2013/14 verpassten die Hagener wieder den Einzug in die Finalrunde um die Meisterschaft und erreichten einen guten zehnten Platz, zu dem Bleck nun regelmäßig in 20 Einsätzen mit knapp acht Minuten Einsatzzeit beitrug. Nach der Rückkehr der Iserlohner in die 2. Basketball-Bundesliga, wenngleich zur Saison 2014/15 nur in die zur zweiten Liga gehörende dritthöchste Spielklasse ProB, war Bleck ausschließlich Mitglied der Hagener Erstligamannschaft, bei der er in 29 von 34 Saisonspielen auf eine durchschnittliche Einsatzzeit von knapp einer Viertelstunde pro Spiel kam. Das neue Konzept von Trainer Freyer, neben dem vermehrten Einsatz von Bleck und Niklas Geske auch weitere Spieler aus dem eigenen Nachwuchs wie Jonas Grof, Marcel Keßen und Moritz Krume heranzuführen, fruchtete zunächst nur bedingt und man erreichte in der Saison 2014/15 den 13. Tabellenplatz.
Zur Saison 2015/16 verließ Bleck seine Heimat und wechselte zum Ligakonkurrenten Eisbären Bremerhaven an die Nordseeküste, der in der Vorsaison ebenfalls lange Zeit um den Klassenerhalt zittern musste. Im August 2017 gehörte er zum Aufgebot der deutschen Studentennationalmannschaft bei der Sommer-Universiade 2017 in Taipeh. In der Saison 2018/19 musste er mit den Eisbären den Bundesliga-Abstieg hinnehmen, Bleck bestritt für die Norddeutschen im Verlauf der Saison 2018/19 33 Ligaspiele (und stand 31 Mal in der Anfangsaufstellung) und verbuchte als bester deutscher Spieler der Bremerhavener Mannschaft 6,6 Punkte je Partie. Bleck blieb jedoch in der Bundesliga, indem er in der Sommerpause 2019 zu den Crailsheim Merlins wechselte. Mit den Hohenlohern stieg er 2024 aus der Bundesliga ab und verließ danach den Verein.
Bleck nahm ihm Sommer 2024 ein Angebot des Bundesligisten Würzburg Baskets an. Mit Würzburg erreichte er in der Saison 2024/25 das Halbfinale um die deutsche Meisterschaft. Bleck für die Mainfranken in 28 Bundesligabegegnungen im Durchschnitt 2 Punkte verbucht. Im Juni 2025 gab Zweitligist Phoenix Hagen seine Rückkehr bekannt.